# Verklaring van Berlijn (2007)

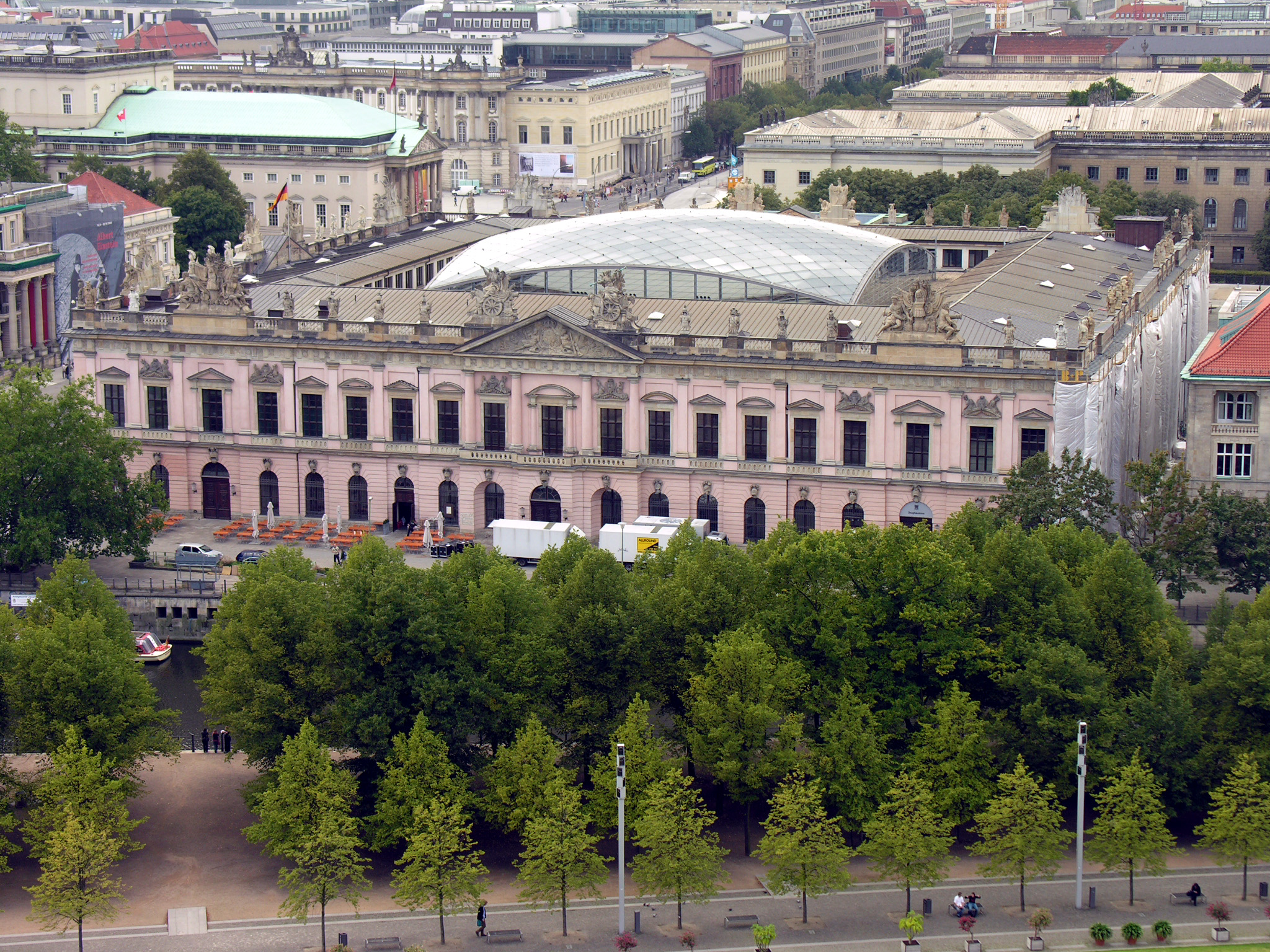
Het Zeughaus.

De Verklaring van Berlijn is een verklaring die op 25 maart 2007 getekend werd door de Duitse bondskanselier en EU-voorzitter Angela Merkel, voorzitter José Manuel Barroso van de Europese Commissie en voorzitter Hans-Gert Pöttering van het Europees Parlement in het Schlüterhof in Berlijn. Het moest tijdens festiviteiten rond de vijftigste verjaardag van de Europese Unie 1957–2007 het hoogtepunt zijn.
In de toespraak van Merkel voor de staatshoofden en regeringsleiders van de Europese Unie waarschuwde Merkel voor een stilstand of achteruitgang van de Europese politiek van eenwording. Ze riep haar collega's op samen te werken om tegen de Europese verkiezingen van 2009 een oplossing te vinden voor de crisis waarin de Europese Unie is beland na de verwerping van de Europese grondwet in de twee niet onbelangrijke lidstaten Frankrijk en Nederland in 2005.
"Een mislukking zou een historisch verzuim zijn", verklaarde Merkel. De speech van Merkel was volgens waarnemers veel gedurfder dan de verklaring van Berlijn, die de voorbije dagen en weken veel kritiek te verduren kreeg. Voorstanders van de Europese eenwording spraken van een matte en risicoloze tekst, waarin cruciale begrippen als "integratie", "communautaire besluitvorming" en "uitbreiding" ontbreken. Eurosceptici moesten knarsetandend aanvaarden dat de tekst een oproep voor een nieuw verdrag tegen 2009 bevatte. Vooral uit Tsjechië weerklonk veel kritiek. Paus Benedictus XVI verweet de Europese Unie "afvalligheid" omdat er geen verwijzing naar God en de "christelijke wortels van Europa" in voorkwam.